# エドゥアルト・ハプスブルク＝ロートリンゲン
エドゥアルト・ハプスブルク＝ロートリンゲン（ドイツ語: Eduard Habsburg-Lothringen、1967年1月12日 - ）は、ハプスブルク＝ロートリンゲン家の一員で、作家・外交官。2015年からハンガリーの駐バチカン大使で、同時にマルタ騎士団も担当する。
ハプスブルク＝ロートリンゲン家の中でもかなりの傍系（ハンガリー宮中伯ヨーゼフ・アントン大公の系統）の生まれだが、女系でフランツ・ヨーゼフ1世の血も引く。

## 年表
1967年1月12日、ヨーゼフ・フランツの末子ミヒャエルとその妻レーヴェンシュタイン＝ヴェルトハイム＝ローゼンベルク侯女クリスティアーネ（カール・ツー・レーヴェンシュタイン＝ヴェルトハイム＝ローゼンベルクの娘）の長男として、西ドイツ・ミュンヘンに生まれる。
2015年、エドゥアルトは駐バチカン・ハンガリー大使となった。12月7日、新任の大使としてローマ教皇フランシスコに信任状を捧呈した際には、18分にわたる会談が行われた
。これは標準的なバチカンの外交儀礼に比べると異例の長さだった。
2016年、オーストリア金羊毛騎士団の一員として叙任された。

## 人物

### ハンガリー関連
エドゥアルトは、ハンガリー語をうまく話せないものの、父ミヒャエルがハンガリーで生まれ育ったこともあり、自身を土着のハンガリー人だと見なしている。彼はビールを飲む際、乾杯しない。伝承によれば、1848年のハンガリー蜂起でオーストリアに鎮圧された後、ハンガリー人たちは向こう150年間はビールを飲む際に乾杯をしないと誓ったという。

### カトリック関連
ハプスブルク＝ロートリンゲン家一族であることからカトリック教徒としての教育を受けたが、13歳から18歳までの間は、信仰の危機を迎えていたこともあった。今でもふと信仰を疑問に感じる瞬間がたまにあり、そのような時には祈りを捧げることで信仰心を保つという。
基本的には敬虔な信徒であり、ほぼ毎日祈りの時間を持ち、毎週のミサには可能な限り参加する。ナチズムならびに共産主義に抵抗したハンガリーの枢機卿ミンツェンティ・ヨージェフを敬愛しており、早期の列福を心から願っているという。

### Twitter関連
Twitterアカウントを持っており、バチカンの報道や、日々の食事、先祖に関連することなど、自由にツイートしている。エドゥアルトはそれを大いに楽しんでおり、「近年の友情はそれがなければ不可能だったでしょう」とも語っている。彼の言によれば、カトリック教徒が保守的で奇妙な変人ではなく現代文化を楽しんでいることを世界に示すためにTwitterをやっているという。

## 家族
グデヌス（Gudenus）男爵家出身の妻マリア・テレジア（Maria Theresia）との間に、6人の子がいる。義理の兄弟Alfons M. Klossは、オーストリアの駐バチカン大使として同僚だった。